# مير لطف الله
مير لطف‌ الله هي قرية في مقاطعة أصفهان، إيران. عدد سكان هذه القرية هو 15 في سنة 2006.